# Frits Boterman
Frederik Willem „Frits“ Boterman (* 8. Januar 1948 in Amsterdam; † 31. Mai 2024 in Amsterdam) war ein niederländischer Historiker, der vor allem durch seine Arbeiten zur Geschichte Deutschlands und zu den deutsch-niederländischen Beziehungen bekannt wurde.

## Leben und Wirken
Frits Boterman studierte in den 1960er Jahren Geschichte an der Universität von Amsterdam, danach arbeitete er als Geschichtslehrer.
1992 wurde er an der Universität von Amsterdam mit einer Arbeit über den deutschen Geschichtsphilosophen, Kulturhistoriker und politischen Schriftsteller Oswald Spengler promoviert. Von 1997 bis 2003 war er an der Reichsuniversität Groningen außerordentlicher Professor für jüngste deutsche Geschichte, vor allem die deutsch-niederländischen Beziehungen. In seiner Antrittsrede 1998 sprach er zum Thema Deutschland als niederländisches Problem: Die deutsch-niederländischen Beziehungen zwischen Offenheit und Individualität.
Ab 2003 war er an der Universität von Amsterdam Professor für Neuere Geschichte von Deutschland nach 1750. 2013 wurde er emeritiert.

## Schriften
- Oswald Spengler en „Der Untergang des Abendlandes“. Dissertation. Amsterdam 1992. Van Gorcum, Assen/Maastricht 1992, ISBN 90-232-2695-X.
Deutsch: Oswald Spengler und sein „Untergang des Abendlandes“. Aus dem Niederländischen von Christoph Strupp. SH, Köln 2000, ISBN 3-89498-080-X.
- Moderne geschiedenis van Duitsland. 1800–1990. De Arbeiderspers, Amsterdam 1996, ISBN 90-295-0302-5.
- mit Willem Melching: De Duitse phoenix. Bakker, Amsterdam 1996, ISBN 90-351-1598-8.
- Terug naar Berlijn. De Arbeiderspers, Amsterdam 1999, ISBN 90-295-0357-2.
- mit Piet de Rooy: Op de grens van twee culturen. Balans, Amsterdam 1999, ISBN 90-5018-428-6.
- Zur Frage der deutschen Kultur. Oswald Spengler & Friedrich Nietzsche. In: Hans Ester, Meindert Evers (Hrsg.): Zur Wirkung Nietzsches. Der deutsche Expressionismus: Menno ter Braak, Martin Heidegger, Ernst Jünger, Thomas Mann, Oswald Spengler. Königshausen & Neumann, Würzburg 2001, ISBN 3-8260-2095-2, S. 125–137 (Google books, eingeschränkte Vorschau).
- mit Marianne Vogel (Red.): Nederland en Duitsland in het interbellum. Verloren, Hilversum 2003, ISBN 90-6550-763-9.
- Duitse dichters en denkers. De Arbeiderspers, Amsterdam 2008, ISBN 978-90-295-6670-4.
- mit Willem Melching (Red.): Het wonder Bondsrepubliek in 20 portretten. Nieuw Amsterdam, Amsterdam 2009, ISBN 978-90-468-0620-3.
- Cultuur als macht. Cultuurgeschiedenis van Duitsland 1800–heden. De Arbeiderspers, Utrecht 2013, ISBN 978-90-295-8603-0 (Rezension von Marja Verburg).
- Sebastian Haffner: Kanttekeningen bij Hitler. (Originaltitel Anmerkungen zu Hitler.) Aus dem Deutschen von Ruud van der Helm. Mit einem Nachwort von Frits Boterman. Rainbow, Amsterdam 2014, ISBN 978-90-417-0985-1.
- Duitse daders: de Jodenvervolging en de nazificatie van Nederland (1940–1945). De Arbeiderspers, Amsterdam 2015, ISBN 978-90-295-0486-7.
- Tussen utopie en crisis. Nederland in het Interbellum 1918-1940, 2021.